# ريكاردو ميليدي
ريكاردو ميليدي (بالإسبانية: Ricardo Miledi)‏ (و. 1927 – 2017 م) هو عالم أعصاب، وطبيب من المكسيك، والولايات المتحدة، ولد في مدينة مكسيكو، كان عضوًا في الأكاديمية الوطنية للعلوم (منذ 1989)، والجمعية الملكية (منذ 1970)، والأكاديمية الأمريكية للفنون والعلوم، والأكاديمية الهنغارية للعلوم، توفي في إرفاين، عن عمر يناهز 90 عاماً.

## التعليم
تعلم في الجامعة الوطنية المستقلة في المكسيك
.

## جوائز
حصل على جوائز منها:
- جائزة رالف دبليو. جيرارد (2010)
- جائزة أميرة أستورياس للبحث التقني والعلمي  [لغات أخرى]‏ (1999)
- قلادة ملكية (1998)
- جائزة الملك فيصل العالمية في العلوم (1988)
- زميل في الجمعية الملكية
- الدكتوراه الفخرية من الجامعة الوطنية المستقلة في المكسيك ‏